# Żołnowo (jezioro)
Żołnowo (kaszb. Jezoro Żołnowsczé) – jezioro w mezoregionie Bory Tucholskie (powiat kościerski, województwo pomorskie). 

## Charakterystyka
Powierzchnia całkowita jeziora wynosi 29 ha, Żołnowo jest jeziorem rynnowym leżącym na północnym obrzeżu Wdzydzkiego Parku Krajobrazowego w bliskim sąsiedztwie Kościerzyny. Akwenem jeziora prowadzi szlak wodny Graniczna-Trzebiocha łączący (poprzez jeziora Mielnica, Sudomie i rzekę Graniczną) jezioro Garczyn ze szlakiem wodnym Wdy i jeziorami Wdzydzkimi.